# Surami
Surami (georgiska: სურამი) är en daba (stadsliknande ort) i Georgien. Den ligger i den centrala delen av landet, 110 km väster om huvudstaden Tbilisi. Surami ligger 745 meter över havet och antalet invånare var 7 492 år 2014.